# Parectecephala cardalei
Parectecephala cardalei är en tvåvingeart som beskrevs av Spencer 1986. Parectecephala cardalei ingår i släktet Parectecephala och familjen fritflugor. Inga underarter finns listade i Catalogue of Life.